# Georges Guiffrey
Georges-Maurice Guiffrey, né le 16 décembre 1827 à Paris et mort le 12 septembre 1887 à Gap, est un homme de lettres et politique français.

## Biographie
Issu d'une famille originaire du Dauphiné, il fit ses études aux collèges Bourbon et Charlemagne, et entra en 1849 à l'École normale supérieure. 
À sa sortie, préférant la carrière du barreau à celle de l'enseignement, il se fit recevoir avocat à la cour d'appel de Paris. Il combattit l'Empire dans les Hautes-Alpes, fut élu conseiller général de ce département, et se présenta aux élections de 1869 pour le Corps législatif, comme candidat indépendant ; sa lutte contre Clément Duvernois, candidat officiel, qui l'emporta, fut des plus vives. 
Il ne s'occupait plus que de travaux littéraires, lorsqu'il fut élu, le 9 novembre 1879, sénateur des Hautes-Alpes. Guiffrey prit place à la gauche du Sénat.
Littérateur et érudit, Guiffrey a traduit la Foire aux vanités de Thackeray, a donné, en collaboration avec Édouard Laboulaye, un recueil de documents sur la Propriété littéraire au XVIIIe siècle, a publié d'intéressantes études sur le XVIe siècle, et s'est spécialement adonné à la préparation d'une vaste et luxueuse édition de Clément Marot, avec variantes, lexique, reproduction de gravures du temps, etc.
Il était franc-maçon et membre du Suprême Conseil du Rit Ecossais (source Dioque, Georges, Dictionnaire biographique des Hautes-Alpes.
Il mourrut le 12 septembre 1887 à Paris et fut inhumé au cimetière du Père-Lachaise (72e division).

## Sources
- « Georges Guiffrey », dans Adolphe Robert et Gaston Cougny, Dictionnaire des parlementaires français, Edgar Bourloton, 1889-1891 [détail de l’édition]